# Приятели (сезон 7)
Седмият сезон на щатския ситком „Приятели“, създаден от Дейвид Крейн и Марта Кауфман, премиерата се състои по NBC на 12 октомври 2000 г. „Приятели“ е продуциран от Bright/Kauffman/Crane Productions съвместно с Warner Bros. Television. Сезонът съдържа 24 епизода и завършва излъчването на 17 май 2001 г.

## Отзиви
Collider класира сезона на 4-то място в класацията си за десетте сезона на „Приятели“ и цитира The One with Monica and Chandler's Wedding като най-добрия си епизод.

## Актьорски състав

### Главен състав
| Изпълнител       | Роля           |
| ---------------- | -------------- |
| Дженифър Анистън | Рейчъл Грийн   |
| Кортни Кокс      | Моника Гелър   |
| Лиса Кудроу      | Фийби Бюфе     |
| Мат Лебланк      | Джоуи Трибиани |
| Матю Пери        | Чандлър Бинг   |
| Дейвид Шуимър    | Рос Гелър      |

### Поддържащ състав
| Изпълнител           | Роля             |
| -------------------- | ---------------- |
| Елиът Гулд           | Джак Гелър       |
| Кристина Пикълс      | Джуди Гелър      |
| Еди Кахил            | Таг Джоунс       |
| Катлийн Търнър       | Чарлс Бинг       |
| Морган Ферчайлд      | Нора Бинг        |
| Джеймс Майкъл Тайлър | Гънтър           |
| Маги Уелър           | Джанис Хосенщайн |
| Кол Спраус           | Бен Гелър        |

### Гост звезди
| Изпълнител         | Роля             |
| ------------------ | ---------------- |
| Кристин Дейвис     | Ерин             |
| Ханк Азария        | Дейвид           |
| Сюзън Сарандън     | Сесилия Монро    |
| Ева Амури          | Дина             |
| Габриел Юниън      | Кристен Ланг     |
| Джейсън Александър | Ърл              |
| Дениз Ричардс      | Каси Гелър       |
| Уинона Райдър      | Мелиса Уорбъртън |
| Джун Гейбъл        | Естел Ленърд     |
| Гари Олдман        | Ричард Кросби    |
| Дейвид Сътклиф     | Кайл             |
| Стейси Галина      | Джули            |
| Алисън Суини       | Джесика Аши      |
| Винс Виелъф        | Нед Морс         |

## Епизоди
| Номер      | Заглавие                                   | Режисура                        | Сценарий                                                                      | Първо излъчване в САЩ | Гледаемост в САЩ (милиони) | Рейтинг и дълг |
| ---------- | ------------------------------------------ | ------------------------------- | ----------------------------------------------------------------------------- | --------------------- | -------------------------- | -------------- |
| 147 (7-01) | The One with Monica's Thunder              | Кевин С. Брайт                  | История: Уил Калхун Телеигра: Дейвид Крейн и Марта Кауфман                    | 12 октомври 2000 г.   | 25.54                      | 13.7/38        |
| 148 (7-02) | The One with Rachel's Book                 | Майкъл Лембек                   | Андрю Райх Тед Коен                                                           | 12 октомври 2000 г.   | 27.93                      | 15.4/39        |
| 149 (7-03) | The One with Phoebe's Cookies              | Гари Халвърсън                  | Шери Билсинг Елън Плъмър                                                      | 19 октомври 2000 г.   | 22.72                      | 11.7/35        |
| 150 (7-04) | The One with Rachel's Assistant            | Дейвид Шуимър                   | Браян Бойл                                                                    | 26 октомври 2000 г.   | 22.66                      | 11.7/32        |
| 151 (7-05) | The One with the Engagement Picture        | Гари Халвърсън                  | История: Ърл Дейвис Телеигра: Пати Лин                                        | 2 ноември 2000 г.     | 24.43                      | 12.8/34        |
| 152 (7-06) | The One with the Nap Partners              | Гари Халвърсън                  | Браян Бъкнър Себастиан Джоунс                                                 | 9 ноември 2000 г.     | 22.01                      | 11.2/30        |
| 153 (7-07) | The One with Ross's Library Book           | Дейвид Шуимър                   | Скот Силвъри                                                                  | 16 ноември 2000 г.    | 23.73                      | 12.1/32        |
| 154 (7-08) | The One Where Chandler Doesn't Like Dogs   | Кевин С. Брайт                  | Пати Лин                                                                      | 23 ноември 2000 г.    | 16.57                      | 7.3/22         |
| 155 (7-09) | The One with All the Candy                 | Дейвид Шуимър                   | Уил Калхун                                                                    | 7 декември 2000 г.    | 21.08                      | 11.0/30        |
| 156 (7-10) | The One with the Holiday Armadillo         | Гари Халвърсън                  | Грегъри С. Малинс                                                             | 14 декември 2000 г.   | 23.26                      | 11.5/32        |
| 157 (7-11) | The One with All the Cheesecakes           | Гари Халвърсън                  | Шейна Голдбърг-Мийхан                                                         | 4 януари 2001 г.      | 24.37                      | 12.4/32        |
| 158 (7-12) | The One Where They're Up All Night         | Кевин С. Брайт                  | Закари Розенблат                                                              | 11 януари 2001 г.     | 22.86                      | 11.6/30        |
| 159 (7-13) | The One Where Rosita Dies                  | Стивън Прайс                    | История: Елън Плъмър и Шери Билсинг Телеигра: Браян Бъкнър и Себастиан Джоунс | 1 февруари 2001 г.    | 22.24                      | 10.8/27        |
| 160 (7-14) | The One Where They All Turn Thirty         | Бен Уайс                        | История: Ванеса Маккарти Телеигра: Елън Плъмър и Шери Билсинг                 | 8 февруари 2001 г.    | 22.40                      | 11.2/27        |
| 161 (7-15) | The One with Joey's New Brain              | Кевин С. Брайт                  | История: Шери Билсинг и Елън Плъмър Телеигра: Андрю Райх и Тед Коен           | 15 февруари 2001 г.   | 21.75                      | 10.6/27        |
| 162 (7-16) | The One with the Truth About London        | Дейвид Шуимър                   | История: Браян Бръкнър и Себастиан Джоунс Телеигра: Закари Розенблат          | 22 февруари 2001 г.   | 21.22                      | 9.9/24         |
| 163 (7-17) | The One with the Cheap Wedding Dress       | Кевин С. Брайт                  | История: Браян Бръкнър и Себастиан Джоунс Телеигра: Андрю Райх и Тод Коен     | 15 март 2001 г.       | 20.84                      | 10.0/29        |
| 164 (7-18) | The One with Joey's Award                  | Гари Халвърсън                  | История: Шери Билсинг и Елън Плъмър Телеигра: Браян Бойл                      | 29 март 2001 г.       | 17.81                      | 8.1/21         |
| 165 (7-19) | The One with Ross and Monica's Cousin      | Гари Халвърсън                  | Андрю Райх Тед Коен                                                           | 19 април 2001 г.      | 16.54                      | 7.7/22         |
| 166 (7-20) | The One with Rachel's Big Kiss             | Гари Халвърсън                  | Скот Силвъри Шери Билсинг-Греъм                                               | 26 април 2001 г.      | 16.30                      | 8.1/24         |
| 167 (7-21) | The One with the Vows                      | Гари Халвърсън                  | Доти Ейбрамс                                                                  | 3 май 2001 г.         | 15.65                      | 7.6/21         |
| 168 (7-22) | The One with Chandler's Dad                | Кевин С. Брайт и Гари Халвърсън | История: Грегъри С. Малинс Телеигра: Браян Бъкнър и Себастиан Джоунс          | 10 май 2001 г.        | 17.23                      | –              |
| 169 (7-23) | The One with Monica and Chandler's Wedding | Кевин С. Брайт                  | Грегъри С. Малинс                                                             | 17 май 2001 г.        | 30.05                      | 15.7/43        |
| 170 (7-24) | The One with Monica and Chandler's Wedding | Кевин С. Брайт                  | Марта Кауфман Дейвид Крейн                                                    | 17 май 2001 г.        | 30.05                      | 15.7/43        |

### Специален епизод
| S01                                                   | "Friends: The Stuff You've Never Seen" | 15 февруари 2001 г. | 2.50 | 11.6/27 |
| 17-минутен специален епизод, воден от Конан О'Брайън. |                                        |                     |      |         |